# Estupro carcerário
Estupro carcerário ou violação em prisões se refere ao abuso sexual de presos por outros ou por agentes prisionais.
De acordo com a lei brasileira nº. 12.015 de 7 de agosto de 2009 que veio revogar o art. 214 do Código Penal e alterou o art. 213 do mesmo diploma, o estupro, que seria um crime praticado apenas contra pessoas do sexo feminino (no caso masculino o termo seria violação ou abuso sexual), passou a ser entendido como uma violência sexual contra mulher ou homem. O artigo que anteriormente utilizava o termo "mulher" agora usa "alguém": "Art. 213. Constranger alguém, mediante violência ou grave ameaça, a ter conjunção carnal ou a praticar ou permitir que com ele se pratique outro ato libidinoso..."

## Estatísticas

### Brasil
No Brasil, não há estudos oficiais que comprovem a incidência de estupro nas prisões. Entretanto, um relatório produzido por entidades brasileiras de defesa da mulher e do preso entregue à Organização dos Estados Americanos em março de 2007, com dados referentes ao ano anterior, aponta situações de abuso contra presas nas carceragens de pelo menos cinco estados. De acordo com o estudo, no Rio Grande do Norte e na Bahia, as mulheres são obrigadas a dividirem a cela com travestis e adolescentes do sexo masculino. Em Mato Grosso do Sul, onde há uma cadeia mista na cidade de Amambai, porém com celas separadas por sexo, um funcionário manteve relações sexuais com uma presa dentro da cela, na presença de dez mulheres. Em cadeias de Pernambuco e do Rio de Janeiro, não há agentes prisionais do sexo feminino, o que aumenta os riscos de ocorrer estupro.
Em novembro de 2007, o caso de uma adolescente presa na mesma cela que vinte homens em Abaetetuba, no norte do Pará, foi explorado pela grande mídia e chocou a opinião pública nacional. Durante sua estadia de 26 dias na delegacia da cidade, que possui apenas uma cela, a adolescente foi forçada a fazer sexo com os outros prisioneiros em troca de comida.
Também em novembro de 2007, três presos foram filmados sendo estuprados numa cela da prisão de Santa Rita de Caldas, Minas Gerais por outros quatro detentos. As imagens foram feitas pelo celular de um dos dezesseis presos. O caso, denunciado pelo jornal espanhol El País, motivou o juiz Eduardo Soares de Araújo a determinar que os presos fossem colocados em liberdade até que houvesse vagas em outras prisões da região.
De acordo com o "código de ética" da prisão, o estuprador é considerado a pior espécie de infrator, ao lado dos delatores. Por causa disso, não podem conviver com o restante da população carcerária e são constantemente ameaçados de estupro e morte. Os presos justificam a repulsa argumentando que eles poderiam violentar suas mulheres, filhas ou irmãs que estão na rua. Em geral, por causa do risco que corre na prisão, o estuprador é colocado em celas à parte. Também não pode tomar banho de sol com os demais presos. De fato, são comuns casos de estupradores mortos e abusados quando colocados em contato com outros detentos.

### Estados Unidos
De acordo com a organização não governamental Human Rights Watch, pelo menos 140 mil presos sofrem abuso sexual nas prisões dos Estados Unidos a cada ano. A organização Stop Prisoner Rape, Inc., que luta pelo fim dos estupros nas cadeias, estima que há mais estupros de homens presos nos EUA do que de mulheres soltas. A estimativa é de que presos jovens correm cinco vezes mais risco de serem atacados do que mulheres soltas e que, uma vez estuprados, correm dez vezes mais risco de contrair uma doença sexualmente transmissível que pode levar à morte.
Um estudo oficial, realizado pelo Departamento de Justiça dos Estados Unidos em 2006, concluiu que naquele ano houve um total de 2205 relatos de atos não consensuais entre presos no sistema carcerário estadunidense. Mais de 260 desses relatos eram comprovadamente fundamentados.
Em 2003 o Congresso dos Estados Unidos aprovou a Lei de Eliminação do Estupro nas Cadeias[carece de fontes?]. O texto dessa afirma que, apesar de não haver dados oficiais, pelo menos 13% dos presos nos Estados Unidos já sofreram abuso sexual. De acordo com o mesmo texto, nos últimos vinte anos o número de presos que sofreram abuso sexual provavelmente excede o primeiro milhão.

### Rússia
Na época da União Soviética comunista dentro do sistema carcerário sofisticado o estupro teve uma papel fundamental para humilhar os presos políticos e religiosos, que foram estuprados pelos criminosos[carece de fontes?].
Mulheres presas foram muitas vezes distribuídas entre presos criminosos como gratificação[carece de fontes?].

### Irã
Atos de violência sexual cometidos contra presos políticos tornou-se comum no Irã, ato porém, ignorado ou facilitado por autoridades. Sendo este utilizado por interrogadores por décadas.
Nos anos 80, durante a Revolução Iraniana, a prática do estupro de presas políticas, tornou-se tão comum, que Hussein-Ali Montazeri, braço direito de Ayatollah Khomeini, escreveu a seguinte carta a Khomeini, datada de 07 de outubro de 1986: "Sabes ao acaso que jovens mulheres são estupradas em prisões da República Islâmica?" Em 2007, duas integrantes dos direitos humanos do Irã, a advogada feminista e jornalista Shadi Sadr e blogueira e ativista Mojtaba Saminejad publicaram um artigo online sobre de como a prática do estupro e de abusos sexuais possui uma longa história na República Islâmica.
Durantes os Protestos eleitorais no Irã em 2009, grupos de oposição denunciaram centenas de casos de tortura e violência, cometidos em prisões no país, com relatos de ex-prisioneiros, alegando o estupro em massa contra homens, mulheres e crianças pelo Exército dos Guardiães da Revolução Islâmica, em prisões como Kahrizak e de Evin .
Em 2009, durante a eleição presidencial, o candidato à presidência Mehdi Karroubi, relatou que inúmeros manifestantes estavam detidos na prisão de Evin, sendo abusados violentamente, de acordo com carta confidencial do clérigo e presidente anterior, Akbar Hashemi Rafsanjani. Karroubi disse à imprensa, que a carta era apenas um "fragmento de evidência", e que, caso as acusações não cessassem iria divulgar ainda mais.
Em agosto de 2009, em carta ao chefe do Conselho de Discernimento, Mehdi Karroubi pediu uma investigação em prisões Iranianas, para a averiguação de possíveis torturas e em particular o abuso sexual contra homens e mulheres. Em seguida, ele escreveu ao porta-voz do parlamento Ali Larijani, pedindo uma reunião entre ele, o  Presidente Mahmoud Ahmadinejad, o chefe do judiciário Ayatollah Sadeq Larijani,o presidente anterior Akbar Hashemi Rafsanjani e o promotor do estado para "apresentar pessoalmente meus documentos e provas sobre casos de crime sexual nas prisões, especialmente em Kahrizak." Ali Larijani and Sadeq Larijani (comitê Judiciário) rejeitaram as denúncias, levando aos representantes deAli Khamenei e o vice-chefe da Segurança Nacional pedirem a prisão de Karroubi.

### Egito
Durante as manifestações no Egito em 2011, casos de violência e abuso sexual contra prisioneiros, cometido por militares foram denunciados pela população, tornando-se notícia internacional.

### Turquia
As organizações internacionais Human Rights Watch e Amnesty International liberaram relatório sobre abusos e estupros praticados contra prisioneiros na Turquia através das últimas décadas. Prisioneiros curdos são especialmente marcados para estupro e outras formas de violência sexual.

## O estupro carcerário na história
O estupro foi tolerado ou até ordenado em muitas épocas e países da história. Muito bem documentados são estupros de mulheres acusadas de bruxaria nos séculos XV até XVIII[carece de fontes?].
Já que para certas investigações e na tortura a mulher ou menina tinha que ficar nua, a fantasia dos torturadores e vigias, muitas vezes perversos, que procuraram o emprego incentivados pela possibilidade de poder torturar mulheres nuas, se incendiava durante as sessões e na noite eles foram para a cela da vítima indefesa e muitas vezes acorrentada para se satisfazerem[carece de fontes?].
Um instrumento de tortura conhecida é a pera vaginal, um instrumento em forma de pera de aço, que se introduz na vagina da presa. Por um parafuso a pera se abre e pode em casos extremos rasgar a vagina e o útero da vítima.

## References
1. ↑  Portal Violência Contra a Mulher. "Presa sofre abuso sexual em 5 Estados, diz relatório" (reproduzido da Folha de S. Paulo de 26 de novembro de 2007)
2. ↑  Folha Online. "Entenda o caso da adolescente presa com homens no Pará". Folha de S. Paulo, 10 de dezembro de 2007.
3. ↑  Último Segundo. "Preso filma abuso sexual com celular em cadeia de Minas". iG, 14 de novembro de 2007.
4. ↑  Mariner, Joanne (2001). "No Escape - Male Rape in U.S. Prisons" ("Sem escapatória - estupro de presos nas prisões dos EUA"). Human Rights Watch
5. ↑  Allen J. Beck, Paige M. Harrison, Devon B. Adams. "Sexual Violence Reported by Correctional Authorities, 2006" ("Violência sexual relatada a agentes prisionais em 2006") Arquivado em 19 de abril de  2009, no Wayback Machine., 2007.
6. ↑  Ehsan Zarrokh (Ehsan and Gaeini, M. Rahman). "Iranian Legal System and Human Rights Protection" The Islamic Law and Law of the Muslim World e-journal, New York law school 3.2 (2009).
7. ↑  Dehghan, Saeed Kamali. "Iran giving out condoms for criminals to rape us, say jailed activists". Published June 24, 2011. Retrieved January 27, 2018.
8. ↑  «New Prison-Rape Allegations In Iran Bring Practice To Light». Radio Free Europe / Radio Liberty
9. 1 2  Mackey, Robert. «Iranians Say Prison Rape Is Not New». The Lede
10. ↑  Saeed Kamali Dehghan. «Iran giving out condoms for criminals to rape us, say jailed activists». The Guardian
11. ↑  «Protest prison chief jailed in alleged rape, abuse scandal». Arquivado do original em 29 de abril de 2010
12. ↑  Slackman, Michael. «Reformer in Iran Publishes Account of a Prison Rape». New York Times
13. ↑  «Shame On Iran». New York Times
14. ↑  «Archived copy». Consultado em 23 de abril de 2011. Arquivado do original em 12 de agosto de 2009
15. ↑  Iran and human rights: The crackdown
16. ↑  «Iran reformer says he wants to present rape evidence». Reuters
17. ↑  dead link
18. ↑  Tribunal egípcio pede fim de 'testes de virgindade' em prisões
19. ↑  «TECHNIQUES OF ABUSE». www.hrw.org/. Human Rights Watch
20. ↑  Hughes, Chris. «Thousands of Turkey coup prisoners 'raped, starved and hogtied'». Daily Mirror
21. ↑  Duzgun, Meral. «Turkey: a history of sexual violence». The Guardian
22. ↑  Vaginalbirne (Pera vaginal)